# Pariser Konservatorium

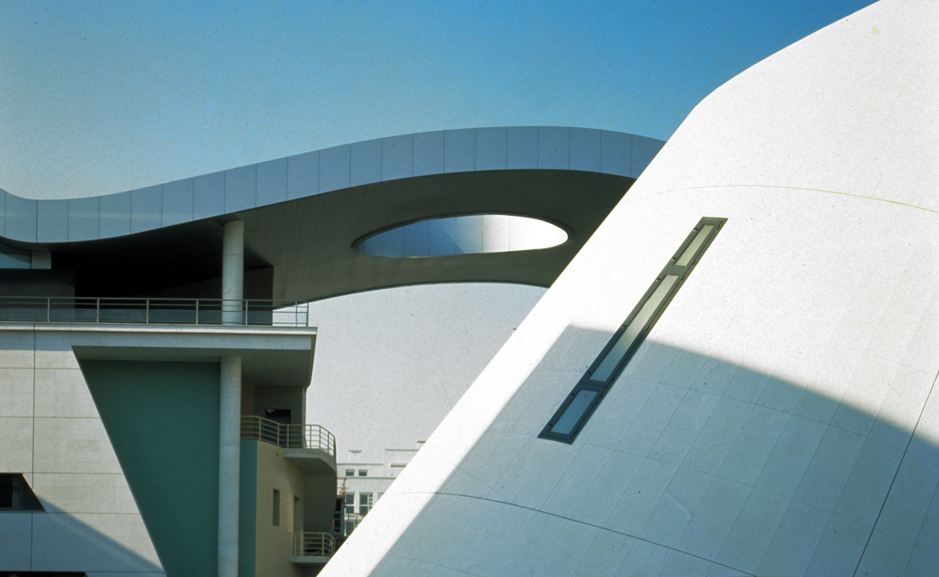
Das Pariser Konservatorium ist heute Teil der Cité de la musique im Parc de la Villette im Nordosten von Paris (209 Avenue Jean-Jaurès.)

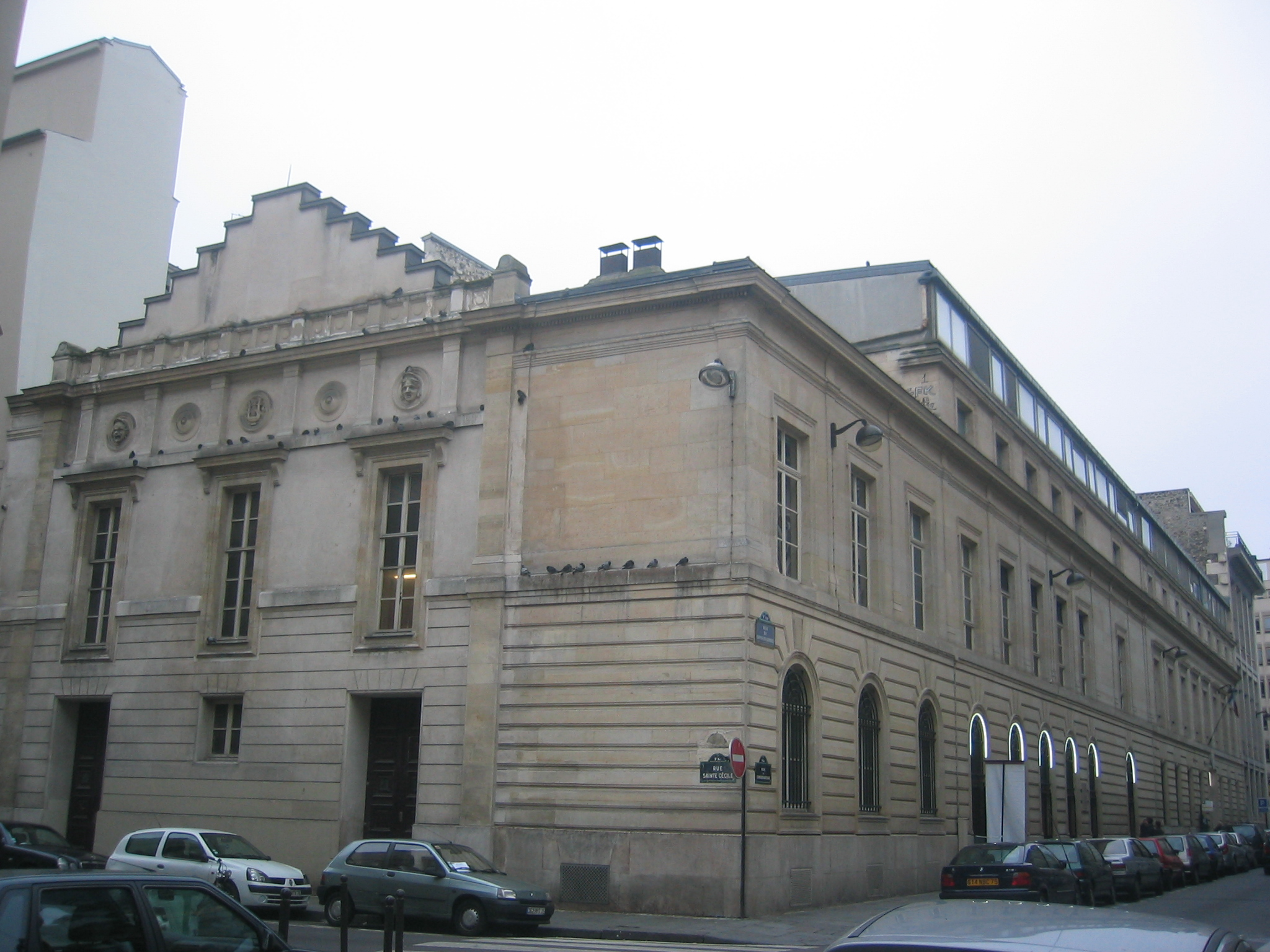
Früheres Gebäude des Konservatoriums (1796–1911) in der rue du Conservatoire (ehemalige Adresse:rue Bergère).
Heute ist dort das Conservatoire national supérieur d’art dramatique (CNSAD) mit dem Théâtre du Conservatoire untergebracht.

Das Pariser Konservatorium (französisch „le Conservatoire de Paris“, offizielle Bezeichnung: Conservatoire national supérieur de musique et de danse de Paris, CNSMDP) gehört mit der gleichrangigen Institution in Lyon zu den beiden conservatoires nationaux supérieurs de musique et de danse (dt. „staatliche höhere Konservatorien für Musik und Tanz“) in Frankreich. Status und Zielsetzung sind vergleichbar mit denen einer deutschen Musikhochschule. Das Konservatorium  nimmt nach einem Aufnahmewettbewerb (fr. „concours d’entrée“) etwa 1300 Studenten auf, das Lehrpersonal umfasst 400 Personen.
Von seinen Anfängen an umfasste das Konservatorium auch Schauspielklassen und trug ab 1806 den Namen Conservatoire de musique et de déclamation (ab 1934 Conservatoire national de musique et d’art dramatique). Im Jahr 1946 wurde die Schauspielabteilung ausgegliedert und zum Conservatoire national supérieur d’art dramatique.

## Geschichte
Das Pariser Konservatorium wurde aufgrund eines Gesetzes vom 3. August 1795 als Conservatoire de musique gegründet. Es ersetzte zwei unabhängige Institutionen:
- die am 3. Januar 1783 gegründete École royale de chant  et de déclamation (dt. „Königliche Schule für Gesang und Deklamation“), die den Nachwuchs für die Pariser Oper (fr. „l’Opéra de Paris“) ausbildete. Direktor war der Komponist François-Joseph Gossec, der italienische Opernkomponist Niccolò Piccinni unterrichtete in Gesang.
- die 1792 gegründete École de musique municipale (dt. „Städtische Musikschule“),  die die Instrumentalisten der Musique de la Garde nationale (dt. „Musikkorps der Nationalgarde“) ausbildete. Aufgrund eines Dekretes des Nationalkonvents (fr. „Convention nationale“) vom 8. November 1793 wurde die Schule offiziell als Institut national de Musique (dt. „Nationales Institut für Musik“) anerkannt.

Das Conservatoire de musique wurde durch ein Direktorium (François-Joseph Gossec, Mehul und Cherubini) unter der Leitung von Bernard Sarrette, verwaltet.
Am 22. Oktober 1796 zog das Konservatorium in die rue Bergère (heutige Adresse: rue du Conservatoire), in die Gebäude der ehemaligen École royale de chant et de déclamation ein.
Zum Lehrpersonal dieses Hauses gehörten in der Folge die besten Musiker Frankreichs. Zunächst wurde die Ausbildung im instrumentalen Bereich, insbesondere von Streichern und Cembalospielern favorisiert. So hat sich das Konservatorium international den Ruf einer speziellen Geigenschule erworben, die mit dem Namen seines Violinprofessors Rodolphe Kreutzer verbunden ist. Beethoven schrieb für ihn seine berühmte Kreutzersonate.
Ab dem Jahr 1800 war Bernard Sarrette der Direktor der Schule. Das Unterrichtsangebot wurde auf die Ausbildung der zukünftigen Künstler der Opéra-Comique, des Théâtre-Italien und der Comédie-Française erweitert. 1808 rief François-Antoine Habeneck das Orchester der Studenten ins Leben, mit dem er beispielsweise zum ersten Male in Frankreich Beethoven-Sinfonien aufführte.
Eine begehrte Auszeichnung des Instituts ist der Grand Prix de Rome, ein dreijähriger Studienaufenthalt in Italien auf Staatskosten mit der Verpflichtung, Kompositionen zu erstellen. Die dafür eingereichten und preisgekrönten Kompositionen werden in der Bibliothek des Konservatoriums aufbewahrt. Der Rompreis wurde erst ab 1908 auch für Frauen zugelassen.
Studenten und Studentinnen waren in der Fächerwahl gleichberechtigt und es gab für weibliche Studierende keine Beschränkungen. Schon 1795 wurden – damals noch eine absolute Ausnahme – zwei Professorinnen berufen: Für Klavier Hélène de Montgeroult und für Solfège (Gesangstechnik) Louise Rey.
1806 wurde das Conservatoire de musique durch  die Einrichtung von Klassen für lyrische und dramatische Rezitation zum Conservatoire de musique et de déclamation.
In der Zeit der Restauration wurde das Conservatoire de musique et de déclamation offiziell geschlossen und ersetzt durch eine École royale de musique et de déclamation. Mit der Ernennung von Luigi Cherubini zum Direktor am 22. April 1822 wurde die alte Bezeichnung Conservatoire de musique et de déclamation wieder eingeführt. Cherubini, der bis 1842 die Schule leitete,  versuchte durch die Einführung von Eintritts- und Abschlusswettbewerben  (fr. „concours d’entrée et de sortie“) die Unterrichtsqualität zu steigern. Er förderte die Gesangsausbildung, richtete zahlreiche Lehrgänge für neue Instrumente ein und belebte  wieder die Konzerte des Schülerorchesters, die zur Gründung der Société des Concerts du Conservatoire führte.
Unter den Direktoren der Folgezeit ragen besonders heraus: Daniel Aubert (1842–1871), Ambroise Thomas (1871–1896), Gabriel Fauré (1905–1920). Berühmte Professoren wie César Franck, Charles-Marie Widor, Alexandre Guilmant, Louis Diémer, Raoul Pugno, Marcel Dupré, Alfred Cortot und Marguerite Long festigten das europaweite Ansehen der Institution.
Unter der Direktorenschaft von Gabriel Fauré, der auch externe Persönlichkeiten, wie Claude Debussy und Maurice Ravel zur Mitarbeit heranzog und neue Klassen einrichtete, zog 1911 das Conservatoire de musique et de déclamation in das ehemalige Collège de jésuites in der 14 rue de Madrid.
1934 fand eine erneute Namensänderung in Conservatoire national de musique et d’art dramatique statt.
1946 wird die Schauspielabteilung des Konservatoriums ausgegliedert und zieht als Conservatoire national supérieur d’art dramatique in die Gebäude rue du Conservatoire (frühere Adresse: rue Bergère), die Musikabteilung erhält die Bezeichnung Conservatoire national supérieur de musique.
Unter den Direktoren Marcel Dupré (1954–1956), Raymond Loucheur (1956–1962) und Raymond Gallois-Montbrun (1962–1983) werden neue Fächer eingeführt und durch die Einrichtung von Meisterkursen große Instrumentalsolisten wie zum Beispiel Mstislav Rostropovich, Christa Ludwig und Wilhelm Kempff verpflichtet.
Da die Räumlichkeiten in der rue Madrid seit den Vierzigerjahren für den expandierenden Betrieb des Konservatoriums nicht mehr ausreichten, wurde der Bau eines neuen Gebäudes im Rahmen des Projektes der Cité de la musique beschlossen.
Am 7. Dezember 1990, nach einer sechsjährigen Bauzeit, wurden die neuen Räume des Conservatoire national supérieur de musique de Paris in der damals im Aufbau befindlichen Cité de la musique im Parc de la Villette, eingeweiht.
Das ehemalige Gebäude in der 14 rue de Madrid beherbergt heute das Conservatoire à rayonnement régional de Paris.
Das Gebäude in der 2 bis rue du Conservatoire ist weiterhin Sitz des Conservatoire national supérieur d’art dramatique (CNSAD).

## Persönlichkeiten

### Chronologie dort tätiger Personen
| Dauer           | Personen                  | Tätigkeiten und Eigenschaften                                               |
| --------------- | ------------------------- | --------------------------------------------------------------------------- |
| 1795–1826       | Rodolphe Kreutzer         | Professor für Violine                                                       |
| 1795–?          | Pierre Rode               | Professor für Violine                                                       |
| 1795–?          | Pierre Baillot            | Professor(?) für Violine                                                    |
| 1795–?          | Georg Friedrich Fuchs     | Professor für Klarinette                                                    |
| 1795–1797       | Hélène de Montgeroult     | Professorin der Herrenklasse für Klavier                                    |
| 1795–?          | Hyacinthe Jadin           | Professor der Damenklasse für Klavier                                       |
| 1795–1797       | Louise Rey                | Professorin für Solfège                                                     |
| 1817 bis?       | François-Adrien Boieldieu | Professor für Komposition                                                   |
| 1821–1832       | François-Joseph Fétis     | Professor für Komposition und Harmonielehre                                 |
| 1853–1854       | Ernest Guiraud            | Schüler von Fromental Halévy und Antoine François Marmontel                 |
| 1868 bis?       | Martin Marsick            | Schüler von Lambert Massart                                                 |
| 1871–1905       | Théodore Dubois           | Professor für Harmonielehre                                                 |
| 1872–1890       | César Franck              | Orgelprofessor                                                              |
| 1876 bis?       | Ernest Guiraud            | Professor für Harmonielehre, ab 1880 Komposition                            |
| 1878 bis?       | Paul Vidal                | Schüler von Jules Massenet und César Franck                                 |
| 1878–1893       | Jules Massenet            | Professor für Komposition                                                   |
| 1880 bis?       | Léo Delibes               | Professor für Komposition                                                   |
| 1884–1930?      | Paul Vidal                | Professur für Komposition                                                   |
| 1890–1894       | Carl Flesch               | Schüler von Eugène Sauzay und Martin Marsick                                |
| 1890–1896       | Charles-Marie Widor       | Professur für Orgel und Komposition (ab 1896)                               |
| 1892–1900       | Martin Marsick            | Professur für Violine                                                       |
| 1893–1896       | Jacques Thibaud           | Schüler von Martin Marsick                                                  |
| 1894 bis?       | Charles Lenepveu          | Professor für Komposition                                                   |
| 1895–1899       | George Enescu             | Schüler von André Gedalge, Jules Massenet, Gabriel Fauré und Martin Marsick |
| 1896–1911       | Alexandre Guilmant        | Professur für Orgel                                                         |
| 1896 bis?       | Xavier Leroux             | Professur für Harmonielehre                                                 |
| 1896–1900       | André Caplet              | Schüler von Charles Lenepveu, Xavier Leroux und Paul Vidal                  |
| 1902 bis?       | Marcel Dupré              | Schüler von Louis Diémer, Alexandre Guilmant, Charles-Marie Widor           |
| 1905–1925?      | André Gedalge             | Professur für Kontrapunkt und Fuge                                          |
| 1906 bis?       | Sarah Bernhardt           | Schauspielprofessur                                                         |
| 1907–1923       | Alfred Cortot             | Professur für Klavier                                                       |
| 1907 bis?       | Camille Chevillard        | Professur für Kammermusik                                                   |
| 1908/09–1936    | Maurice Emmanuel          | Professur für Musikgeschichte                                               |
| ~1910           | Lili Boulanger            | Schülerin von Georges Caussade und Paul Vidal                               |
| 1910–1914       | Jacques Ibert             | Schüler von Paul Vidal                                                      |
| 1911–1925       | Eugène Gigout             | Orgelprofessur                                                              |
| 1911            | Arthur Honegger           | Schüler von Lucien Capet und André Gédalge                                  |
| 1913            | Enrique Mario Casella     | Schüler von Paul Vidal und Foucher                                          |
| 1913            | Georges Auric             | Schüler von Georges Caussade                                                |
| 1919–1939       | Charles Tournemire        | Professur für Kammermusik                                                   |
| 1919–1949       | Jean Gallon               | Professur für Harmonielehre                                                 |
| 1919–1930       | Olivier Messiaen          | Schüler von Maurice Emmanuel, Marcel Dupré, Paul Dukas                      |
| ~1919–1925      | Pierre Fournier           | Schüler von Paul Bazelaire, Anton Hekking, Camille Chevillard, Lucien Capet |
| 1920er          | André Fleury              | Schüler von Eugène Gigout, Marcel Dupré, Paul Vidal                         |
| ~1920–1940      | Henri Rabaud              | Professur für Orchesterleitung                                              |
| 1920 bis?       | Noël Gallon               | Professur für Solfège- und Kontrapunkt (seit 1926)                          |
| 1921–1928?      | Henri Büsser              | Professur für Komposition                                                   |
| 1926–1954       | Marcel Dupré              | Orgelprofessur                                                              |
| 1927–1929       | Szymon Laks               | Schüler von Pierre (Paul?) Vidal, Henri Rabaud                              |
| 1933–1938       | Henri Dutilleux           | Schüler von Jean Gallon und Noël Gallon, Henri Büsser, Maurice Emmanuel     |
| 1939            | Gabriel Grovlez           | Professor für Kammermusik                                                   |
| 1939–1941       | Charles Münch             | Professur Orchesterleitung                                                  |
| 1941/42–1977/78 | Olivier Messiaen          | Professor für Analyse und Komposition                                       |
| 1944 bis?       | Maurice Duruflé           | Professor für Harmonielehre                                                 |
| 1955–1986       | Rolande Falcinelli        | Orgelprofessorin                                                            |
| 1956–1985       | Pierre Sancan             | Professor für Klavier                                                       |
| 1958–1975       | Jeanne-Marie Darré        | Klavier                                                                     |
| 1966–1970       | André Jolivet             | Professor für Komposition                                                   |
| 1986–1998       | Gérard Grisey             | Professor für Komposition                                                   |
| 1991–2000       | François Jeanneau         | (erster) Leiter der Jazzabteilung                                           |
| 1999–2006       | Marco Stroppa             | Professor für Komposition                                                   |
| 2006-           | Stefano Gervasoni         | Professor für Komposition                                                   |

| Direktor                  | Zeitraum  |
| ------------------------- | --------- |
| Bernard Sarrette          | 1795–1822 |
| Luigi Cherubini           | 1822–1842 |
| Daniel Auber              | 1842–1871 |
| Francisco Salvador-Daniel | Mai 1871  |
| Ambroise Thomas           | 1871–1896 |
| Théodore Dubois           | 1896–1905 |
| Gabriel Fauré             | 1905–1920 |
| Henri Rabaud              | 1921–1941 |
| Claude Delvincourt        | 1941–1954 |
| Marcel Dupré              | 1954–1956 |
| Raymond Loucheur          | 1956–1962 |
| Raymond Gallois-Montbrun  | 1962–1983 |
| Marc Bleuse               | 1984–1986 |
| Alain Louvier             | 1986–1991 |
| Xavier Darasse            | 1991–1992 |
| Marc-Olivier Dupin        | 1993–2000 |
| Alain Poirier             | 2000–2009 |
| Pascal Dumay              | 2009      |
| Bruno Mantovani           | seit 2010 |

### Weitere bekannte Lehrer und Schüler
| Lehrer | Schüler | Schüler | Schüler | Schüler | Schüler |
| --- | --- | --- | --- | --- | ------- |
| - Maurice André (Trompete) - Gaëlle Arquez (Gesang) - Ernest Boulanger - Léo Delibes - George Enescu - Georges Jouatte (Gesang) - Théodore Lack (Klavier) - Olivier Latry (Orgel) - Jules Mazellier - Saint Prix (Schauspieler) - Adolphe Sax - Augustin Savard - Paul Dukas - Pierre Pincemaille (Kontrapunkt) | - Adolphe Adam - Mark Andre - Armand-Dailly - Juan Crisóstomo de Arriaga - Alison Balsom - Georges Bizet - Nicolas Bochsa - Mel Bonis - Joseph Bonnet - Ernest Boulanger - Lili Boulanger - Nadia Boulanger - Pierre Boulez - Victor Capoul - Alfredo Casella - Sophie-Véronique Cauchefer-Choplin - Michel Chapuis - Gustave Charpentier - Pierre Cochereau - Régine Crespin - Claude Debussy | - Léo Delibes - Jeanne Demessieux - Stéphane Denève - William Dongois - Théodore Dubois - Denis Dufour - Paul Dukas - Christophe Dumaux - Marcel Dupré - Marie-Madeleine Duruflé - Maurice Duruflé - Rolande Falcinelli - César Franck - Jean-Louis Florentz - Rémi Geniet - Jean-Jacques Grunenwald - Charles Gounod - Gérard Grisey - Gabriel Grovlez - Jean Guillou - Reynaldo Hahn - Naji Hakim | - Ferdinand Hérold - André Hodeir - Stefan Kagl - Pierre Labric - Lim Kek-tjiang - Fabien Lévy - Alexandre Luigini - Lambert Joseph Massart - Jules Massenet - Mauro Maur - Victor Maurel - Max Méreaux - Jacques Merlet - Kristin Merscher - Georges Migot - Darius Milhaud - Georges Moineau - Arsène Muzerelle - Tristan Murail - Joseph Neuhäuser | - Jean-Louis Petit - Gabriel Pierné - Paul Pierné - Pierre Pincemaille - Georges Prêtre - André Previn - Roland Pröll - Raoul Pugno - Victor Puhl - Maurice Ravel - Daniel Roth - Camille Saint-Saëns - Thomas Daniel Schlee - Germaine Tailleferre - Mikis Theodorakis - Ambroise Thomas - Charles Tournemire - Louis Vierne - Émile Waldteufel - Henryk Wieniawski - François Delsarte |         |

## Orgel
Im Konservatorium steht eine Orgel der österreichischen Firma Rieger Orgelbau aus dem Jahre 1991, die 2002 überholt und erweitert wurde.
| I Grand-Orgue C–c4 |       |
| Montre             | 16′   |
| Bourdon            | 16′   |
| Montre             | 8′    |
| Bourdon            | 8′    |
| Gambe              | 8′    |
| Flûte harmonique   | 8′    |
| Prestant           | 4′    |
| Flûte              | 4′    |
| Doublette          | 2′    |
| Deuxième trompette | 8′    |
| Fourniture V       | 1 ⁄3′ |
| Cymbale V          | 1′    |
| Cornet V           | 8′    |
| Bombarde           | 16′   |
| Trompette          | 8′    |
| Clairon            | 4′    |

| II Positif (expr.) C–c4 |        |
| Bourdon                 | 16′    |
| Montre                  | 8′     |
| Salicional              | 8′     |
| Bourdon                 | 8′     |
| Prestant                | 4′     |
| Flûte à cheminée        | 4′     |
| Nazard                  | 2 ⁄3′  |
| Doublette               | 2′     |
| Tierce                  | 1 3⁄5′ |
| Larigot                 | 1 ⁄3′  |
| Sifflet                 | 1′     |
| Plein Jeu IV            | 1′     |
| Trompette               | 8′     |
| Cromorne                | 8′     |
| Tremulant               |        |

| III Récit C–c4   |       |
| Quintatön        | 16′   |
| Gambe            | 8′    |
| Voix céleste     | 8′    |
| Flûte harmonique | 8′    |
| Viole            | 4′    |
| Flûte octaviante | 4′    |
| Nazard           | 2 ⁄3′ |
| Octavin          | 2′    |
| Cornet V         | 8′    |
| Plein Jeu V      | 2′    |
| Basson           | 16′   |
| Trompette        | 8′    |
| Hautbois         | 8′    |
| Clairon          | 4′    |
| Voix humaine     | 8′    |
| Tremulant        |       |

| Pédale C–g1 |     |
| Soubasse    | 32′ |
| Contrebasse | 16′ |
| Soubasse    | 16′ |
| Flûte       | 8′  |
| Violoncelle | 8′  |
| Bourdon     | 8′  |
| Flûte       | 4′  |
| Bombarde    | 16′ |
| Trompette   | 8′  |

- Koppeln: II/I, III/I, III/II, I/P, II/P, III/P.
- Extras: Memory Card System